# 豬排湖
78°16′S 163°8′E / 78.267°S 163.133°E
豬排湖（Lake Porkchop），是南極洲的湖泊，位於維多利亞地的斯科特海岸，形狀貌似豬排，因此由威靈頓維多利亞大學探險隊以此命名，現時由南極條約體系管理。